# کستل دآریو
کستل دآریو (به ایتالیایی: Castel d'Ario) یک کومونه در ایتالیا است که در استان منتووا واقع شده‌است.

## خصوصیات
کستل دآریو ۲۲٫۴ کیلومترمربع مساحت و ۴٬۸۸۲ نفر جمعیت دارد و ۲۴ متر بالاتر از سطح دریا واقع شده‌است.